# Tatranské Matliare
Tatranské Matliare jsou osada na Slovensku a katastrální území města Vysoké Tatry.
Matliare jsou vojenskými klimatickými lázněmi, své služby poskytují však i veřejnosti. Matliare leží nedaleko Tatranské Lomnice ve směru na Tatranskou kotlinu, jsou obklopeny horami, díky čemuž jsou ideálním místem k léčbě onemocnění dýchacího systému.